# Cleider Alzáte
Cleider Alzate (Medellín, Colombia; 5 de febrero de 1988) es un futbolista colombiano. Juega como mediocampista y su equipo actual es Alianza Petrolera de la Categoría Primera A colombiana.

## Trayectoria

### Inicios
Viajó hasta Bogotá donde debutó en el año 2006 con La Equidad jugando tan solo 2 partidos se proclamó campeón de la Segunda División.

### Águilas Doradas
Llegó al club cuando militaban con el nombre de Bajo Cauca en enero de 2008 y continuo a mediados de ese año cuando pasa a ser Itagüi Ditaires F.C. Con el equipo dorado se consagró campeón en el ascenso al ganarle la final al Deportivo Pasto y subcampeón de la Copa Colombia 2010 cuando perdieron final con el Deportivo Cali. estuvo durante el año 2013 cedido en el DIM regresó y jugó 2 temporadas más.
Con las Águilas Doradas marcó 31 goles en 233 partidos (distribuidos en 4 goles en 38 partidos por Copa Colombia, 4 partidos sin convertir gol en la Copa Sudamericana, convirtió 20 goles en 130 partidos en Primera División y en Segunda División anotó 7 goles en 61partidos )

### Deportes Tolima
En el año 2016 llega al equipo pijao del Fútbol Profesional colombiano.

## Clubes
| Club                   | País                | Año                 | Partidos | Goles |
| ---------------------- | ------------------- | ------------------- | -------- | ----- |
| La Equidad             | Colombia            | 2006-2008           | 2        | 0     |
| Águilas Doradas        | Colombia            | 2008-2012           | 162      | 23    |
| Independiente Medellín | Colombia            | 2013                | 38       | 3     |
| Águilas Doradas        | Colombia            | 2014-2015           | 71       | 8     |
| Deportivo Pasto        | Colombia            | 2016                | 15       | 2     |
| Deportes Tolima        | Colombia            | 2016-2018           | 76       | 10    |
| Jaguares de Córdoba    | Colombia            | 2018                | 16       | 0     |
| Oriente Petrolero      | Bolivia             | 2019                | 14       | 2     |
| Alianza Petrolera      | Colombia            | 2019-presente       | 15       | 0     |
| Total en su carrera    | Total en su carrera | Total en su carrera | 392      | 48    |

## Palmarés

### Campeonatos nacionales
| Título          | Club            | País     | Año  |
| --------------- | --------------- | -------- | ---- |
| Primera B       | La Equidad      | Colombia | 2006 |
| Copa Colombia   | La Equidad      | Colombia | 2008 |
| Primera B       | Águilas Doradas | Colombia | 2010 |
| Torneo Apertura | Deportes Tolima | Colombia | 2018 |